# Buddelundiella biancheriae
Buddelundiella biancheriae là một loài chân đều trong họ Buddelundiellidae. Loài này được Brian miêu tả khoa học năm 1954.